# Framebuffer de Linux
El framebuffer de Linux (fbdev) és un subsistema de Linux utilitzat per mostrar gràfics en un monitor d'ordinador, normalment a la consola del sistema.
Va ser dissenyat com una API independent del maquinari per donar accés al programari de l'espai d'usuari al framebuffer (la part de la memòria de vídeo d'un ordinador que conté un fotograma de vídeo actual) utilitzant només les instal·lacions bàsiques pròpies del nucli de Linux i la seva interfície del sistema de fitxers del dispositiu, evitant la necessitat de biblioteques com SVGAlib que implementin eficaçment controladors de vídeo a l'espai d'usuari.
A la majoria d'aplicacions, fbdev ha estat substituït pel subsistema Linux Direct Rendering Manager, però a partir del 2022, diversos controladors proporcionen API DRM i fbdev per a la compatibilitat amb el programari que no s'ha actualitzat per utilitzar el sistema DRM, i encara hi ha fbdev. controladors per a maquinari antic (principalment incrustat) que no té un controlador DRM.

## Aplicacions
Hi ha tres aplicacions del framebuffer de Linux:
- Una implementació de la consola de text Linux que no utilitza el mode text de maquinari (útil quan aquest mode no està disponible o per superar les seves restriccions sobre la mida del glif, el nombre de punts de codi, etc.). Un aspecte popular d'això és la possibilitat que la consola mostri el logotip de Tux a l'arrencada.
- Un possible mètode de sortida gràfica per a un servidor de visualització, independentment del maquinari de l'adaptador de vídeo i dels seus controladors.
- Programes gràfics que eviten la sobrecàrrega del sistema X Window.

Alguns exemples de la tercera aplicació inclouen programes Linux com MPlayer, links2, Netsurf, w3m, fbff, fbida, i fim i biblioteques com GLUT, SDL (versió 1.2), GTK i Qt, que tots poden utilitzar el framebuffer directament. Aquest cas d'ús és especialment popular en sistemes encastats.
L'ara desaparegut DirectFB és un altre projecte destinat a proporcionar un marc per a l'acceleració de maquinari del framebuffer de Linux.
També hi havia un sistema de finestres anomenat FramebufferUI (fbui) implementat a l'espai del nucli que proporcionava una experiència bàsica de finestres 2D amb molt poc ús de memòria.